# Orange (Texas)
Orange è una città statunitense, capoluogo della contea di Orange, in Texas.
Secondo il censimento dell'anno 2000 dell'United States Census Bureau la sua popolazione ammontava a 18.643 abitanti.
Situata lungo il fiume Sabine, al confine con la Louisiana, e prossima al golfo del Messico, fa parte dell'Area metropolitana Beaumont-Port Arthur. È la città texana posta più a oriente.
Fondata nel 1836, è sede del cantiere Consolidated Steel Corporation, costruttore del cacciatorpediniere USS Chatelain (DE-149).

## L'uragano Ike
Orange è stata gravemente danneggiata da un uragano, l'Hurricane Ike, che si è abbattuto sulla città il 13 settembre 2008 e da allora è stata a lungo coinvolta in un processo di ricostruzione.